# Gegants de Mont'e Prama
Els Gegants de Mont'e Prama, en sard Zigàntes de Mont'e Prama, són un conjunt d'escultures exemptes nuràgiques. Fragmentades en nombrosos trossos, foren trobades casualment durant uns treballs agrícoles al març del 1974 a la localitat de Mont’e Prama, a Crabas, en la Sardenya centreoccidental. Les estàtues són esculpides en gres i tenen una alçada que varia entre els dos i dos metres i mig.

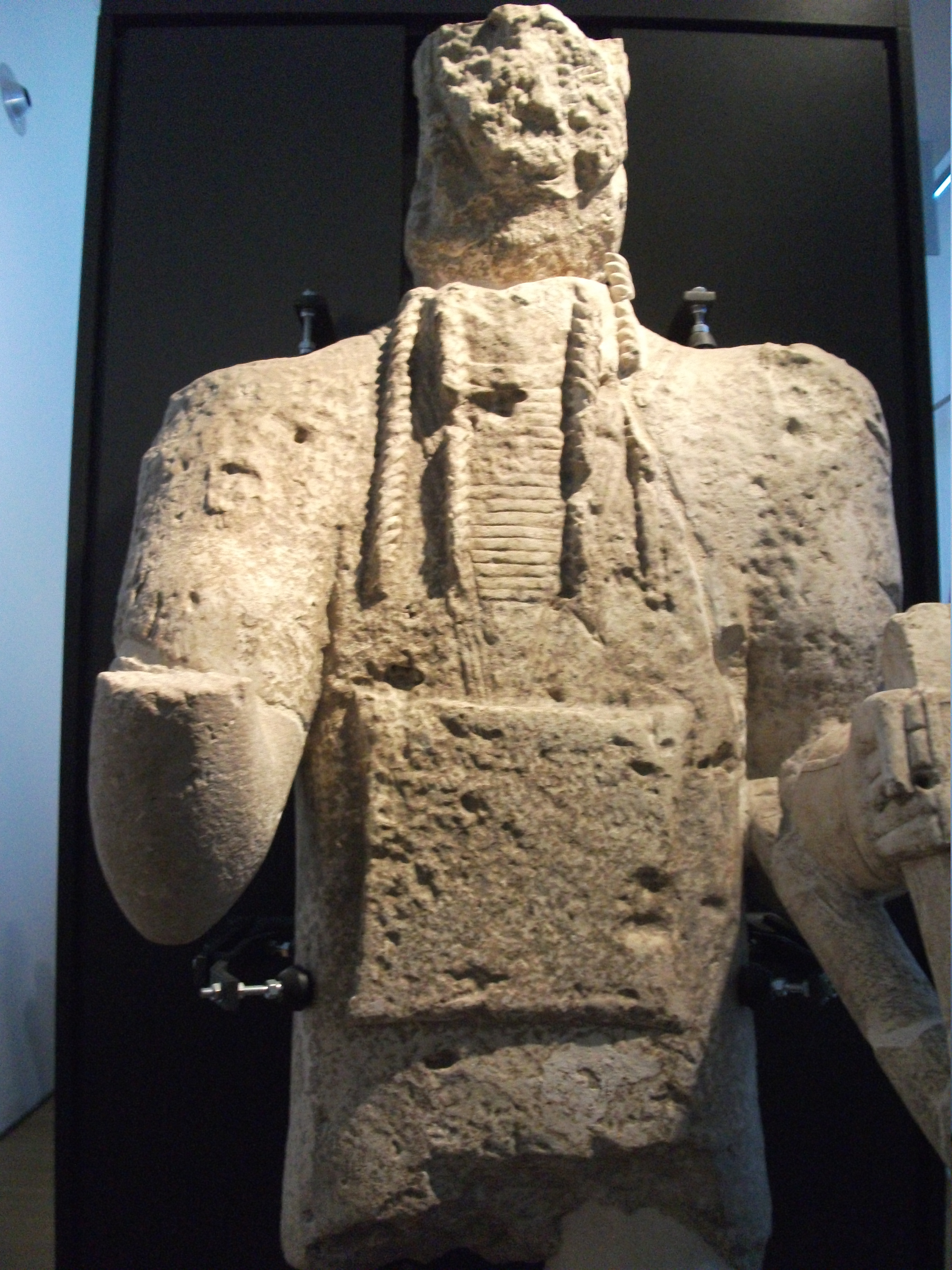
Arquer de Mont'e Prama

Després de quatre campanyes d'excavació efectuades entre el 1975 i el 1979, els 5.178 fragments trobats –entre els quals 15 caps, 27 busts, 176 fragments de braços, 143 fragments de cames, 784 fragments d'escut– foren guardats als magatzems del Museu Arqueològic Nacional de Càller durant trenta anys, mentre que algunes de les parts més importants foren exposades al mateix museu. Juntament amb les estàtues i els models de nurag, es trobaren diversos betils, un tipus de pedres considerades com a demora d'una divinitat del tipus «oragiana», generalment associats a les tombes de gegants.
Amb la destinació de fons, l'any 2005, per part del Ministeri de Cultura italià i el govern de Sardenya, s'inicià la restauració de les estàtues. Es van recompondre trenta-vuit escultures: cinc arquers, quatre guerrers, setze púgils i tretze models de nurags. L'any 2011, els gegants restaurats foren repartits entre els museus de Càller i Crabas, on els presenten al gran públic. Aquest mateix any, es van reprendre les excavacions arqueològiques. A més d'estàtues a pocs metres sota el terra, es van descobrir una gran construcció i un tercer gegant. És considerat com la descoberta arqueològica a la conca mediterrània més important dels darreres cinquanta anys.
Depenent de les teories, la datació dels Kolossoi –nom amb què els anomenava l'arqueòleg Giovanni Lilliu– oscil·la entre els segles IX-VIII aC, o fins i tot segle X aC, hipòtesi que els situaria entre les estàtues exemptes més antigues de la conca mediterrània, anteriors als curos de l'antiga Grècia.